# Wolfgang Blendinger
Wolfgang Blendinger (Coburgo, 1955) es profesor alemán de geología del petróleo en la Universidad Técnica de Clausthal y presidente de la sección alemana de la Asociación para el Estudio del Pico del Petróleo y del Gas (ASPO), donde estudia los picos del petróleo y del gas.
Estudió geología y paleontología en Wurzburgo y Tubinga. Después de doctorarse en 1985 empezó a trabajar en la industria petrolera.
Trabaja elaborando modelos 3D de yacimientos de gas y petróleo. Defiende que la extracción de combustibles fósiles a partir de arenas y pizarras bituminosas, así como las perforaciones profundas en el mar y en las regiones polares no son rentables. Ante la pregunta sobre cuando se alcanzará el pico del petróleo, predijo en abril de 2006 que se alcanzaría en tres años. Peter Gerling, del Bundesanstalt für Geowissenschaften und Rohstoffe, consideró que esta previsión era más bien pesimista.